# 13e cérémonie des Vancouver Film Critics Circle Awards
La 13e cérémonie des Vancouver Film Critics Circle Awards (VFCC Awards), décernés par le Vancouver Film Critics Circle, a eu lieu le 7 janvier 2013, et a récompensé les films réalisés l'année précédente.

## Palmarès

### Productions internationales
- Meilleur film : Zero Dark Thirty
- Meilleur réalisateur : Kathryn Bigelow pour Zero Dark Thirty
- Meilleur acteur : Joaquin Phoenix pour le rôle de Freddie Quell dans The Master
- Meilleure actrice : Jessica Chastain pour le rôle de Maya dans Zero Dark Thirty
- Meilleur acteur dans un second rôle : Philip Seymour Hoffman pour le rôle de Lancaster Dodd dans The Master
- Meilleure actrice dans un second rôle : Amy Adams pour le rôle de Mary Sue Dodd dans The Master
- Meilleur scénario : Zero Dark Thirty – Mark Boal
- Meilleur film en langue étrangère : Holly Motors •  France
- Meilleur film documentaire : Sugar Man (Searching for Sugar Man)

### Productions canadiennes
- Meilleur film canadien : Rebelle
- Meilleur film de Colombie-Britannique :  Beyond the Black Rainbow
- Meilleur réalisateur de film canadien : Panos Cosmatos pour Beyond the Black Rainbow
- Meilleur acteur dans un film canadien : Michael Rogers pour le rôle de Barry Nyle                          dans Beyond the Black Rainbow
- Meilleure actrice dans un film canadien : Rachel Mwanza pour le rôle de Komona dans Rebelle
- Meilleur acteur dans un second rôle dans un film canadien : Serge Kanyinda pour le rôle du Magicien dans Rebelle
- Meilleure actrice dans un second rôle dans un film canadien : Sarah Gadon pour le rôle d'Elise Shifrin dans Cosmopolis
- Meilleur film documentaire canadien : The World Before Her

### Récompenses spéciales
- Ian Caddell Award for Achievement : Alan Franey du Festival international du film de Vancouver